# Buket Mon Sukon
Buket Mon Sukon is een bestuurslaag in het regentschap Aceh Utara van de provincie Atjeh, Indonesië. Buket Mon Sukon telt 371 inwoners (volkstelling 2010).